# Жак Шессе
Жак Шессе (фр. Jacques Chessex; 1 березня 1934, Пайерне, кантон Во — 9 жовтня 2009, Івердон-ле-Бен) — швейцарський письменник і художник. Писав французькою мовою. Перший швейцарський автор, нагороджений Гонкурівською премією.

## Біографія
Шессе народився в 1934 році в Пайерне. З протестантської родини, син директора школи. З 1951 по 1953 рік навчався в коледжі Сен-Мішель у Фрібурзі, а потім вивчав літературу в Лозанні. Захистив диплом по творчості Франсіса Понжа. У 1956 році батько Шессе наклав на себе руки, що справило на нього незабутнє враження. Закінчив навчання в 1960 році. Викладав французьку мову. Вів хроніку в журналі «Нувель ревю франсез». Першу книгу віршів випустив в 1954 році. Автор кількох книг для дітей. З 1969 року обіймав посаду викладача французької літератури в Gymnase de la Cité в Лозанні. У 1992 році отримав премію Малларме. У 2007 році був відзначений Великою премією Жана Жіоно за сукупність творів.
Велика ретроспективна виставка його живопису і графіки пройшла 2003 року в Швейцарській національній бібліотеці в Берні.
Помер від нападу застарілої серцевої хвороби під час виступу в публічній бібліотеці.

### Романи та оповідання
- La Tête ouverte, roman, Gallimard, Paris, 1962.
- La Confession du pasteur Burg, récit, Christian Bourgois Editeur, Paris, 1967.
- Carabas, autoportrait baroque, Grasset, Paris, 1971.
- Нелюд / L'Ogre, roman, Grasset, 1973 (Гонкурівська премія)
- L'Ardent Royaume, roman, Grasset, 1975.
- Les Yeux jaunes, roman, Grasset, 1979.
- Judas le transparent, roman, Grasset, 1982.
- Jonas, roman, Grasset, 1987.
- Morgane madrigal, roman, Grasset, 1990.
- La Trinité, roman, Grasset, 1992.
- Le Rêve de Voltaire, Grasset, 1995.
- La Mort d'un juste Grasset, 1996.
- L'Imitation, Grasset, 1998.
- Portrait d'une ombre, Editions Zoe, Genève, 1999
- Incarnata, Grasset, 1999
- Monsieur, Grasset, 2001
- L'Économie du ciel, Grasset, 2003
- L’Éternel sentit une odeur agréable, Grasset, 2004
- Avant le Matin, Grasset 2006
- Le Vampire de Ropraz, Grasset, 2007
- Pardon mère, Grasset, 2008
- Un Juif pour l'exemple, Grasset, 2009
- Une nuit dans la forêt, avec Manuel Müller, éditions Notari, Genève, 2009
- Le Dernier Crâne de M. de Sade, Grasset, 2010 (премія Сада).

## Переклади українською
- Жак Шессе. Нелюд / пер. з фр. Петро Таращук. — Тернопіль. : Навчальна книга — Богдан, 2020. — 144 с. — ISBN 978-966-10-6342-5.[4]